# أسطوانة بارتون
أسطوانة بارتون، المعروفة أيضًا برمز CBS 8383، تُعدُّ أسطورة خلق سومرية، وقد نُقشت على أسطوانة طينية في الفترة من منتصف إلى أواخر الألفية الثالثة قبل الميلاد. وهي الآن في متحف الآثار والأنثروبولوجيا في جامعة بنسيلفانيا. تشير جوان جودنيك ويستهولز إلى أن تاريخها يعود إلى حوالي عام 2400 قبل الميلاد (عصر فجر السلالات).

## الوصف والتاريخ
الأُسطوانة منقوشة بنص أسطوري سومري مكتوب بالمسمارية، وُجدت في موقع نيبور في عام 1889 عام 1889 أثناء الحفريات التي قامت بها جامعة بنسيلفانيا. أخذت الأسطوانة إسمها من جورج بارتون، الذي كان أول من نشر نسخة منقحة وترجمة للنص في عام 1918 في "نقوش بابلية متنوعة". يُشار إليها أيضًا بكونها ضمن متحف جامعة بنسلفانيا للآثار والأنثروبولوجيا، في كتالوج القسم البابلي تحت الرقم 8383. أشار إليها صموئيل نوح كريمر بأسم أسطوانة نيبور وأقترح أنها قد تعود إلى عام 2500 قبل الميلاد. تعود الأسطوانة إلى الفترة البابلية القديمة، ولكن فالكنشتاين (1951) يفترض أن التكوين كُتب بالمسمارية القديمة التي سبقت عهد أور الثالث، ومن المحتمل أنها تعود إلىالإمبراطورية الأكدية (حوالي 2300 قبل الميلاد). ويستنتج تاريخاً أدبياً غير مكتوب تميز وتم تكراره في النصوص المستقبلة. يتفق جان فان دايك مع هذا الإقتراح بأنه نسخة من قصة أقدم بكثير تعود إلى العصر السومري الحديث.

## الترجمة
الترجمة التالية مأخوذة من Lisman 2013.
العمود 1
1 في ذلك اليوم البعيد، وحتى ذلك اليوم البعيد،
2 لقد كان بالفعل؛
3 في تلك الليلة البعيدة، وحتى تلك الليلة البعيدة،
4 لقد كان حقا؛
5 في تلك السنة الأكثر بعدًا، حتى تلك السنة البعيدة،
6 لقد كان بالفعل.
7 حينها كانت العاصفة تهب بلا توقف،
8 وكان هناك بالفعل بريق البرق بشكل مستمر.
9 بالقرب من معبد نيبور
10 كانت العاصفة تهب بلا توقف
11 وكان هناك بالفعل بريق البرق بشكل مستمر،
12 آن/السماء يصرخ مع كي/الأرض؛
13 [فارغ]
14 كي/الأرض تصرخ مع أن/السماء
15 [...]
حوالي 7 أسطر مكسورة
العمود 2
1 مع الملكة الحقيقية العظيمة للسماء،
2 الأخت الكبرى لإنليل،
3 ننهورساج
4 مع الملكة الحقيقية العظيمة للسماء،
5 الأخت الكبرى لإنليل،
6 ننهورساج
7 لقد مارس الجماع معها؛
8 لقد قبلها؛
9 بذرة لمجموعة من الإعدادات [سبعة أطفال]
10 قد سكبها في رحمها.
11 الأرض تحدثت بسرور مع ثعبان الموش-غير :
12 [فارغ]
13 'النهر الإلهي المُعظم،
14 الأشياء الصغيرة لديك قد جلبت الماء.
15 في القنوات، إله النهر
16 [...] لديه [...]'
17 [...]
حوالي 6 أسطر مكسورة

## المحتوى
تم نشر أحدث طبعة من قبل بيندت ألستر وآج وستينهولز في عام 1994. جيريمي بلاك يصف العمل بأنه "مثال جميل على الخط الأسري المبكر" ويناقش النص "حيث يتم تخيل الأحداث الكونية البدائية". وبالتعاون مع بيتر إسباك، يلاحظ أن نيبور كانت موجودة قبل الخلق عندما انفصلت السماء عن الأرض. ويقترح أن نيبور تتغير بفعل الأحداث الأسطورية لتصبح "مسرحاً درامياً أسطورياً" وكذلك مكاناً حقيقياً، مما يشير إلى أن "الموقع يصبح استعارة ".
بلاك يصف بداية الأسطورة بالتفصيل: "تلك الأيام كانت فعلاً أياماً بعيدة. تلك الليالي كانت فعلاً ليالٍ بعيدة. تلك السنوات كانت فعلاً سنوات بعيدة. العاصفة زأرت، والأنوار أضاءت. في المنطقة المقدسة في نيبرو (نيبور)، العاصفة زأرت، والأنوار أضاءت. تحدثت السماء مع الأرض، وتحدثت الأرض مع السماء." ويتناول محتوى النص ننهورساج، التي وُصفت من قبل بيندت ووستينهولز بأنها "الأخت الكبرى لإنليل". والجزء الأول من الأسطورة يتناول وصف معبد نيبور، ويوضح بالتفصيل زواجًا مقدسًا بين آن وننهورساج حيث تلمس السماء الأرض. يشير بيتر ميخالوسكي إلى أنه في الجزء الثاني من النص "نتعلم أن شخصاً ما، ربما إنكي، مارس الحب مع الإلهة الأم، ننهورساج، أخت إنليل، وزرع بذور سبعة (توائم) من الآلهة في وسطها." 
توضح ترجمة ألستر ووستينهولز: "الأخت الكبرى لإنليل / مع ننهورساج / عاشرها / قبّلها / بذرة سبعة توائم / زرعها في رحمها."
يوضح بيتر إسباك أن النص لا يقدم دليلاً على تورط إنكي، إلا أنه يلاحظ أن "الدافع الموصوف هنا يبدو مشابهاً بدرجة كافية للعلاقة التي أجراها إنكي في الأسطورة اللاحقة "إنكي وننهورساج"، مما يشير إلى أن الأطراف نفسها قد تكون متورطة أيضاً في الأسطورة السومرية القديمة."

## الأهمية
اقترح بارتون أن النص يصور إحساسًا بدائيًا بالدين حيث "كان من بين هذه الأرواح آلهة، رغم تغيرها المزاجي، كانوا مانحي النبات والحياة." يناقش النص كسلسلة من التوسلات والنداءات إلى الآلهة والآلهات المانحين والحماة المختلفين، مثل إنليل، في سطور مثل "يا أيها الرب الإلهي، احمِ المسكن الصغير."

## التأثير
يقترح بارتون أن عدة مفاهيم داخل النص أعيد استخدامها لاحقًا في سفر التكوين في الكتاب المقدس. يصف ننهورساج كإلهة حية تخلق التعويذات والزيوت لحماية من الشياطين، قائلاً: "نصائحها تعزز حكمة الإله آن"، وهو تصريح يكشف عن وجهة نظر مشابهة لتلك الموجودة في سفر التكوين 3، (التكوين 3:1) "وكانت الحية أحيل جميع حيوانات البرية". يجد بارتون أيضًا إشارة إلى شجرة الحياة في النص، والتي ادعى منها: "كما هو الحال، يبدو أن المقطع يشير إلى معرفة لدى البابليين بقصة مشابهة لتلك الموجودة في سفر التكوين (التكوين2:9). ومع ذلك، في غياب سياق لا يمكن البناء على هذا." يجد بارتون أيضًا تقاربًا آخر مع التكوين، حيث يذكر أن " دجلة والفرات ذُكرا مرتين كأنهار مقدسة – و'الهاوية العظيمة' (أو 'بئر الهاوية العظيمة') تُطلب للحماية."
وجاء في ترجمته: "إن نهر دجلة المقدس، والفرات المقدس / والصولجان المقدس لإنليل / يؤسسان خرساج ".

## أنظر أيضًا
- مناظرة بين الأغنام والحبوب
- مناظرة بين الشتاء والصيف
- إنليل ونينليل
- تكوين إريدو
- العراف البابلي القديم
- المديح الذاتي لشولغي (شولغي د)
- ترنيمة معبد كش
- ترنيمة إنليل
- مرثاة أور
- الدين السومري
- الأدب السومري

## روابط خارجية
- Barton, George Aaron., Miscellaneous Babylonian Inscriptions, Yale University Press, 1918.
- CDLI - The Barton Cylinder
- A Ninurta narrative (the Barton cylinder), The Diachronic Corpus of Sumerian Literature, Faculty of Oriental Studies, University of Oxford